# Конфігурація Сильвестра — Галлаї
Конфігура́ція Сильвестра — Галлаї складається зі скінченної підмножини точок проєктивного простору зі властивістю, що пряма, яка проходить через будь-які дві точки підмножини, проходить принаймні ще через одну точку підмножини.
Замість визначення конфігурації Сильвестра — Галлаї як підмножини точок проєктивного простору її можна визначити як абстрактну структуру інцидентності точок і прямих, яка задовольняє властивостям, що для будь-якої пари точок структура включає рівно одну пряму, яка містить цю пару, і що будь-яка пряма містить принаймні три точки. У цьому загальному вигляді конфігурації називають схемами Сильвестра — Галлаї. Близьке поняття — матроїд Сильвестра, з тією ж властивістю відсутності прямих з двома точками, що й у конфігурації Сильвестра — Галлаї.

## Вкладність у дійсний та комплексний простори
Теорема Сильвестра показує, що у двовимірному просторі, на дійсній проєктивній площині, в евклідових і проективних просторах вищих розмірностей, а також у просторах з координатами з упорядкованого поля можуть існувати лише одновимірні конфігурації Сильвестра — Галлаї — вони складаються з трьох або більше колінеарних точок. Жан-П'єр Серр надихнувся цим фактом і прикладом конфігурації Гессе і запитав, чи не будуть у просторах з комплексними координатами всі конфігурації Сильвестра — Галлаї максимум двовимірними. Ердеш повторив питання. Келлі відповів на запитання Серра ствердно. Елкіс, Преторіус і Сванепоел спростили доведення Келлі і довели, що в просторах з координатами в кватерніонах усі конфігурації Сильвестра — Галлаї повинні лежати в тривимірному підпросторі.

## Проєктивні конфігурації
Моцкін вивчав проєктивні конфігурації, які є також конфігураціями Сильвестра — Галлаї. Проєктивна конфігурація має додаткові вимоги, що будь-які дві точки мають однакову кількість прямих, які проходять через них, і що будь-які дві прямі містять однакову кількість точок на них. Конфігурації Сильвестра — Галлаї включають, наприклад, афінні та проєктивні простори будь-якої розмірності, визначені над скінченними полями, і є також проєктивними конфігураціями.
Будь-якій проєктивній конфігурації можна дати позначення (pa ℓb), де p — число точок, ℓ — число прямих, a — число прямих, що проходять через точку, а b — число точок на прямій, для яких виконується рівність pa = ℓb. Моцкін зауважив, що для визначення схеми Сильвестра — Галлаї для цих параметрів необхідно, щоб b > 2, p < ℓ (будь-яка множина неколінеарних точок у проєктивному просторі визначає принаймні стільки прямих, скільки є точок) і щоб виконувалася така додаткова рівність
{\displaystyle {\binom {p}{2}}={\binom {b}{2}}\ell .}
Ліва частина рівності відбиває число пар точок, а права — число пар, покритих прямими конфігурації.
Схеми Сильвестра — Галлаї, які є також проєктивними конфігураціями, є тими самими об'єктами, що й системи Штейнера з параметрами ST(2,b,p).
Моцкін перерахував деякі приклади малих конфігурацій цього типу:
- 7373, параметри площини Фано, проєктивної площини над полем із двох елементів.
- 94123, параметри конфігурації Гессе. Це афінна площина над триелементним полем. Конфігурацію можна реалізувати також у комплексних координатах як множину точок перегину еліптичної кривої.
- 134134, параметри проєктивної площини над триелементним полем.
- 136263, параметри двох 13-елементних систем Штейнера.
- 157353, параметри тривимірного проєктивного простору над двоелементним полем та 79 інших систем трійок Штейнера.
- 165204 параметри афінної площини над чотириелементним полем.
- 215215, параметри проєктивної площини над четирехелементним полем.
- 256305 параметри афінної площини над п'ятиелементним полем.

Борос, Фюреді і Келлі, а також Боковські і Ріхтер-Геберт вивчали альтернативні геометричні подання схем Сильвестра — Галлаї, в яких точки схеми подаються мимобіжними прямими в чотиривимірному просторі, а кожна пряма схеми подається гіперплощиною. Як семиточкова, так і 13-точкова проєктивні площини мають подання цього типу.

## Інші приклади
Келлі і Нванкпа класифікували загалом усі неколлінеарні конфігурації Сильвестра — Галлаї і схеми Сильвестра — Галлаї над максимум 14 точками. До цих схем належить унікальна схема із десятьма точками. У схемі деякі точки належать трьом чотириточковим прямим, інші належать трьом триточковим прямим та одній чотириточковій. Існує також єдина 11-точкова схема Сильвестра — Галлаї, дві різні 12-точкові схеми та чотири нерегулярні 13-точкові схеми. Для 14 точок вони виявили, що також існує лише одна схема Сильвестра — Галлаї.